# Braunflügel-Ohrfasan
Der Braunflügel-Ohrfasan (Crossoptilon mantchuricum) auch Brauner Ohrfasan ist eine Vogelart aus der Familie der Fasanenartigen. Er ist im Norden Chinas endemisch, wo er in den Gebirgen im Norden und Nordwesten der chinesischen Provinzen Hebei, Shanxi und Shaanxi sowie in einem Gebiet bei Peking vorkommt. Der Braunflügel-Ohrfasan kommt entgegen seinem Artepitheton nicht in der Mandschurei vor. Er wird von der IUCN als „gefährdet“ (vulnerable) eingestuft. Unterarten sind nicht beschrieben.

## Beschreibung
Die Geschlechter des mit 96 cm Körperlänge recht großen Fasans unterscheiden sich hinsichtlich der Färbung nicht. Der Scheitel ist samtschwarz, die unbefiederte Partie um das Auge intensiv rot. Die Iris ist hell rötlichbraun, der Schnabel rötlich hornfarben. Kinn und Kehle sowie die Wangenfedern und die Ohrdecken sind weiß, letztere wie auch beim Blauflügel-Ohrfasan zu zwei über den Kopf nach hinten hinweg ragenden Federbüscheln verlängert. Das Schwarz des Halses geht auf dem vorderen Rücken und den Schultern in Braun über, das sich auch über die Unterseite erstreckt. Hinterer Rücken, Bürzel und Oberschwanzdecken sind silberweiß. Die Oberflügeldecken und Armschwingen zeigen einen purpurnen Glanz. Der etwa 55 cm lange Schwanz besteht aus 22 Steuerfedern, deren basaler Abschnitt grau weißlich ist und deren schwarzbrauner, distaler Teil purpurblau glänzt. Während die Fahnen der äußeren Steuerfedern noch recht geschlossen sind, werden sie bei den zur Mitte hin gelegenen immer zerschlissener und haarartiger. Das mittlere Paar überragt den übrigen Schwanz in einem Bogen. Die Beine sind dunkel rot.
Die Flügellänge liegt bei dieser Art bei 306 mm, das Gewicht der Hähne zwischen 1,7 und 2 kg, das der Hennen zwischen 1,5 und 1,75 kg.

## Stimme
Die Rufe dieser Art sind hoch, laut und heiser. Zur Balzzeit vernimmt man von den Hähnen ein wiijah wiijah wiijah. Zudem wird ein trip-c-r-r-r-r-r-ah variabler Länge beschrieben.

## Verbreitung und Bestand
Der Braunflügel-Ohrfasan kommt nur noch in wenigen disjunkten Arealen vor, von denen drei in der Provinz Shanxi (u. a. Lüliang Shan), eines in der Provinz Hebei, eines im mittleren Shaanxi und eines bei Peking liegt. Bei vier der Gebiete handelt es sich um Naturreservate. Die Art galt wegen Nachstellungen und Vernichtung ihrer Lebensräume bereits als ausgestorben, bis im Xiao Wutai Shan in Shanxi Restvorkommen entdeckt und unter Schutz gestellt wurden. Der Bestand in Reservaten wurde kürzlich auf 5.000 Individuen geschätzt, da aber wohl noch weitere Vorkommen außerhalb der Reservate existieren, könnten es nach weiteren Schätzungen 17.000 sein. Da in letzter Zeit noch unbekannte Vorkommen gemeldet wurden, könnte die Zahl noch höher liegen.

## Lebensweise

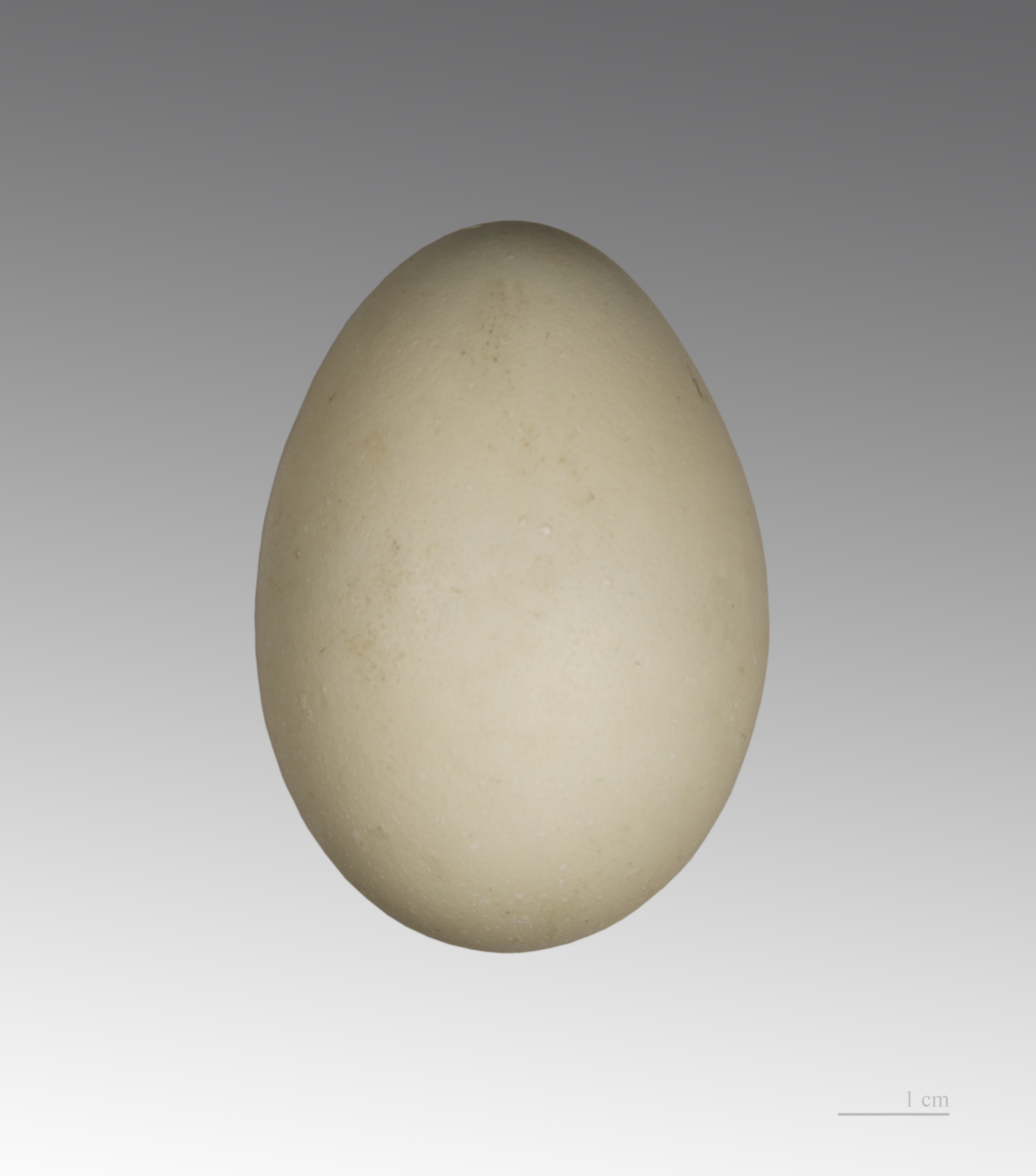
Ei des Braunflügel-Ohrfasans

Der Braunflügel-Ohrfasan kommt in Nadel- und Mischwäldern in Höhen zwischen 1700 und 2,600 m vor, im Winter wandert er in niedrigere Lagen bis 1100 m ab. Die Wintertrupps dieser Art bestehen aus 20 bis 50 Tieren. Die Fortpflanzungszeit liegt zwischen April und Juni und die Trupps gliedern sich dann in Paare auf. Das Gelege besteht aus 5–8 steingrauen, manchmal leicht ins grünliche oder bräunliche spielenden Eiern von 53 × 39 mm Größe. Sie zeigen einen matten Glanz und werden 26 bis 27 Tage lang bebrütet.